# Interlands Boliviaans voetbalelftal 1980-1989
Deze pagina toont een chronologisch en gedetailleerd overzicht van de interlands die het Boliviaans voetbalelftal speelde in de periode 1980 – 1989.

## Interlands

### 1980
|                                                   |         |                  |       |                                                                                                |
| 2 juli Vriendschappelijk № 130 «onderlinge duels» | Bolivia | 0 – 1            | Polen | Estadio William Bendeck, Santa Cruz Toeschouwers: 20.000 Scheidsrechter: Jorge Antequera (BOL) |
| 2 juli Vriendschappelijk № 130 «onderlinge duels» |         | 79' Andrzej Iwan |       | Estadio William Bendeck, Santa Cruz Toeschouwers: 20.000 Scheidsrechter: Jorge Antequera (BOL) |

|                                                        |                    |       |                    |                                                                                        |
| 26 augustus Vriendschappelijk № 131 «onderlinge duels» | Bolivia            | 1 – 1 | Paraguay           | Estadio Hernando Siles, La Paz Toeschouwers: 21.000 Scheidsrechter: Óscar Ortubé (BOL) |
| 26 augustus Vriendschappelijk № 131 «onderlinge duels» | Miguel Aguilar 60' |       | 31' Evaristo Isasi | Estadio Hernando Siles, La Paz Toeschouwers: 21.000 Scheidsrechter: Óscar Ortubé (BOL) |

|                                                        |                    |       |                                                              |                                                                                              |
| 28 augustus Vriendschappelijk № 132 «onderlinge duels» | Bolivia            | 1 – 3 | Paraguay                                                     | Estadio Ramón Tahuichi, Santa Cruz Toeschouwers: 26.000 Scheidsrechter: Luis Barrancos (BOL) |
| 28 augustus Vriendschappelijk № 132 «onderlinge duels» | Miguel Aguilar 32' |       | 8' Aldo Florentín 31' Evaristo Isasi 87' Miguel Michelagnoli | Estadio Ramón Tahuichi, Santa Cruz Toeschouwers: 26.000 Scheidsrechter: Luis Barrancos (BOL) |

|                                                         |                                |       |                    |                                                                                                 |
| 18 september Vriendschappelijk № 133 «onderlinge duels» | Paraguay                       | 2 – 1 | Bolivia            | Estadio Defensores del Chaco, Asunción Toeschouwers: 22.000 Scheidsrechter: Carlos Maciel (PAR) |
| 18 september Vriendschappelijk № 133 «onderlinge duels» | Fidel Miño 22' Pedro López 86' |       | 44' Miguel Aguilar | Estadio Defensores del Chaco, Asunción Toeschouwers: 22.000 Scheidsrechter: Carlos Maciel (PAR) |

|                                                       |                            |       |                                                                              |                                                                                              |
| 9 november Vriendschappelijk № 134 «onderlinge duels» | Bolivia                    | 1 – 3 | Uruguay                                                                      | Estadio Félix Capriles, Cochabamba Toeschouwers: 10.000 Scheidsrechter: Luis Barrancos (BOL) |
| 9 november Vriendschappelijk № 134 «onderlinge duels» | Carlos Aragones 35' (pen.) |       | 80' Eduardo de la Peña 87' (pen.) Julio César Morales 88' Waldemar Victorino | Estadio Félix Capriles, Cochabamba Toeschouwers: 10.000 Scheidsrechter: Luis Barrancos (BOL) |

|                                                        |                                                             |       |         |                                                                                           |
| 30 november Vriendschappelijk № 135 «onderlinge duels» | Bolivia                                                     | 3 – 0 | Finland | Estadio Hernando Siles, La Paz Toeschouwers: 20.000 Scheidsrechter: Jorge Antequera (BOL) |
| 30 november Vriendschappelijk № 135 «onderlinge duels» | Miguel Aguilar 14' Miguel Aguilar 19' Windsor Del Llano 62' |       |         | Estadio Hernando Siles, La Paz Toeschouwers: 20.000 Scheidsrechter: Jorge Antequera (BOL) |

|                                                       |                                       |       |                                     |                                                                                              |
| 4 december Vriendschappelijk № 136 «onderlinge duels» | Bolivia                               | 2 – 2 | Finland                             | Estadio Ramón Tahuichi, Santa Cruz Toeschouwers: 20.000 Scheidsrechter: Luis Barrancos (BOL) |
| 4 december Vriendschappelijk № 136 «onderlinge duels» | Miguel Aguilar ??' David Paniagua ??' |       | ??' Ari Valvee ??' Pasi Jaakonsaari | Estadio Ramón Tahuichi, Santa Cruz Toeschouwers: 20.000 Scheidsrechter: Luis Barrancos (BOL) |

|                                                        | |       |         |                                                                                                 |
| 11 december Vriendschappelijk № 137 «onderlinge duels» | Uruguay | 5 – 0 | Bolivia | Estadio Domingo Burgueño, Maldonado Toeschouwers: 10.000 Scheidsrechter: Artemio Arellano (URU) |
| 11 december Vriendschappelijk № 137 «onderlinge duels» | Waldemar Victorino 27' Julio César Morales 31' Julio César Morales 40' (pen.) Rubén Paz 53' Venancio Ramos 64' |       |         | Estadio Domingo Burgueño, Maldonado Toeschouwers: 10.000 Scheidsrechter: Artemio Arellano (URU) |

### 1981
|                                                       |                                     |       |                   |                                                                                           |
| 25 januari Vriendschappelijk № 138 «onderlinge duels» | Bolivia                             | 2 – 1 | Tsjecho-Slowakije | Estadio Hernando Siles, La Paz Toeschouwers: 18.000 Scheidsrechter: Tito Villarreal (BOL) |
| 25 januari Vriendschappelijk № 138 «onderlinge duels» | Carlos Aragonés 7' Erwin Romero 19' |       | 39' Petr Janečka  | Estadio Hernando Siles, La Paz Toeschouwers: 18.000 Scheidsrechter: Tito Villarreal (BOL) |

|                                                       |                                      |       | |                                                                                  |
| 29 januari Vriendschappelijk № 139 «onderlinge duels» | Bolivia                              | 2 – 5 | Tsjecho-Slowakije                                                                                  | Estadio Ramón Tahuichi, Santa Cruz Toeschouwers: 20.000 Scheidsrechter: onbekend |
| 29 januari Vriendschappelijk № 139 «onderlinge duels» | Carlos Aragonés 15' Silvio Rojas 57' |       | 7' Václav Daněk 57' Petr Janečka 59' Ladislav Jurkemik 77' (pen.) Ladislav Vízek 88' Zdenek Nehoda | Estadio Ramón Tahuichi, Santa Cruz Toeschouwers: 20.000 Scheidsrechter: onbekend |

|                                                       |                     |       |                                                                |                                                                                        |
| 1 februari Vriendschappelijk № 140 «onderlinge duels» | Bolivia             | 1 – 3 | Bulgarije                                                      | Estadio Hernando Siles, La Paz Toeschouwers: 12.000 Scheidsrechter: Óscar Ortubé (BOL) |
| 1 februari Vriendschappelijk № 140 «onderlinge duels» | Carlos Aragonés ??' |       | 2' Georgi Slavkov 30' Kostadin Kostadinov 76' Chavdar Tsvetkov | Estadio Hernando Siles, La Paz Toeschouwers: 12.000 Scheidsrechter: Óscar Ortubé (BOL) |

|                                                       |                   |       |                   |                                                                                           |
| 9 februari Vriendschappelijk № 141 «onderlinge duels» | Bolivia           | 1 – 1 | Roemenië          | Estadio Hernando Siles, La Paz Toeschouwers: 11.000 Scheidsrechter: Tito Villarreal (BOL) |
| 9 februari Vriendschappelijk № 141 «onderlinge duels» | Miguel Aguilar 3' |       | 15' Romulus Gabor | Estadio Hernando Siles, La Paz Toeschouwers: 11.000 Scheidsrechter: Tito Villarreal (BOL) |

|                                                      |                                                           |       |           |                                                                                            |
| 15 februari WK-kwalificatie № 142 «onderlinge duels» | Bolivia                                                   | 3 – 0 | Venezuela | Estadio Hernando Siles, La Paz Toeschouwers: 40.000 Scheidsrechter: Francisco Valdez (PAR) |
| 15 februari WK-kwalificatie № 142 «onderlinge duels» | Miguel Aguilar 38' Carlos Aragonés 67' Jesús Reynaldo 84' |       |           | Estadio Hernando Siles, La Paz Toeschouwers: 40.000 Scheidsrechter: Francisco Valdez (PAR) |

|                                                      |                     |       |                          |                                                                                        |
| 22 februari WK-kwalificatie № 143 «onderlinge duels» | Bolivia             | 1 – 2 | Brazilië                 | Estadio Hernando Siles, La Paz Toeschouwers: 50.000 Scheidsrechter: Enrique Labó (PER) |
| 22 februari WK-kwalificatie № 143 «onderlinge duels» | Carlos Aragonés 27' |       | 6' Sócrates 60' Reinaldo | Estadio Hernando Siles, La Paz Toeschouwers: 50.000 Scheidsrechter: Enrique Labó (PER) |

|                                                   |                  |       |         |                                                                                   |
| 15 maart WK-kwalificatie № 144 «onderlinge duels» | Venezuela        | 1 – 0 | Bolivia | Estadio Olímpico, Caracas Toeschouwers: 25.000 Scheidsrechter: Elias Jacomé (ECU) |
| 15 maart WK-kwalificatie № 144 «onderlinge duels» | Pedro Acosta 24' |       |         | Estadio Olímpico, Caracas Toeschouwers: 25.000 Scheidsrechter: Elias Jacomé (ECU) |

|                                                   |                            |       |                            |                                                                                    |
| 22 maart WK-kwalificatie № 145 «onderlinge duels» | Brazilië                   | 3 – 1 | Bolivia                    | Maracanã, Rio de Janeiro Toeschouwers: 121.750 Scheidsrechter: Gaston Castro (CHI) |
| 22 maart WK-kwalificatie № 145 «onderlinge duels» | Zico 20' Zico 46' Zico 80' |       | 68' (pen.) Carlos Aragonés | Maracanã, Rio de Janeiro Toeschouwers: 121.750 Scheidsrechter: Gaston Castro (CHI) |

### 1982
- Geen officiële interlands gespeeld

### 1983
|                                                    |                  |       |                                           |                                                                                       |
| 19 juli Vriendschappelijk № 146 «onderlinge duels» | Bolivia          | 1 – 2 | Chili                                     | Estadio Hernando Siles, La Paz Toeschouwers: 16.000 Scheidsrechter: Jorge Pavon (BOL) |
| 19 juli Vriendschappelijk № 146 «onderlinge duels» | Carlos Borja 80' |       | 13' José Aravena 78' Juan Carlos Letelier | Estadio Hernando Siles, La Paz Toeschouwers: 16.000 Scheidsrechter: Jorge Pavon (BOL) |

|                                                       |                                      |       |                      |                                                                                        |
| 3 augustus Vriendschappelijk № 147 «onderlinge duels» | Bolivia                              | 2 – 1 | Paraguay             | Estadio Hernando Siles, La Paz Toeschouwers: 16.000 Scheidsrechter: Óscar Ortubé (BOL) |
| 3 augustus Vriendschappelijk № 147 «onderlinge duels» | Gastón Taborga 78' Jorge Camacho 86' |       | 90+4' Aldo Florentín | Estadio Hernando Siles, La Paz Toeschouwers: 16.000 Scheidsrechter: Óscar Ortubé (BOL) |

|                                                       |                  |       |                                                           |                                                                                  |
| 5 augustus Vriendschappelijk № 148 «onderlinge duels» | Bolivia          | 1 – 3 | Paraguay                                                  | Estadio Ramón Tahuichi, Santa Cruz Toeschouwers: 16.000 Scheidsrechter: onbekend |
| 5 augustus Vriendschappelijk № 148 «onderlinge duels» | Silvio Rojas ??' |       | ??' Rogelio Delgado ??' Aldo Florentín ??' Aldo Florentín | Estadio Ramón Tahuichi, Santa Cruz Toeschouwers: 16.000 Scheidsrechter: onbekend |

|                                                   |         |                     |          |                                                                                            |
| 14 augustus Copa América № 149 «onderlinge duels» | Bolivia | 0 – 1               | Colombia | Estadio Hernando Siles, La Paz Toeschouwers: 40.000 Scheidsrechter: Gabriel González (PAR) |
| 14 augustus Copa América № 149 «onderlinge duels» |         | 74' Alex Valderrama |          | Estadio Hernando Siles, La Paz Toeschouwers: 40.000 Scheidsrechter: Gabriel González (PAR) |

|                                                   |                  |       |                    |                                                                                        |
| 21 augustus Copa América № 150 «onderlinge duels» | Bolivia          | 1 – 1 | Peru               | Estadio Hernando Siles, La Paz Toeschouwers: 45.000 Scheidsrechter: Jorge Romero (ARG) |
| 21 augustus Copa América № 150 «onderlinge duels» | Erwin Romero 66' |       | 89' Franco Navarro | Estadio Hernando Siles, La Paz Toeschouwers: 45.000 Scheidsrechter: Jorge Romero (ARG) |

|                                                        |                                                                             |       |                                              |                                                                                   |
| 24 augustus Vriendschappelijk № 151 «onderlinge duels» | Chili                                                                       | 4 – 2 | Bolivia                                      | Estadio Carlos Dittborn, Arica Toeschouwers: — Scheidsrechter: Victor Ojeda (CHI) |
| 24 augustus Vriendschappelijk № 151 «onderlinge duels» | Juan Carlos Letelier 10' José Aravena 15' José Aravena 22' José Aravena 42' |       | 35' (pen.) Ovidio Mezza 52' Fernando Salinas | Estadio Carlos Dittborn, Arica Toeschouwers: — Scheidsrechter: Victor Ojeda (CHI) |

|                                                   |                                               |       |                                         |                                                                                   |
| 31 augustus Copa América № 152 «onderlinge duels» | Colombia                                      | 2 – 2 | Bolivia                                 | Estadio El Campín, Bogota Toeschouwers: 45.000 Scheidsrechter: José Vergara (VEN) |
| 31 augustus Copa América № 152 «onderlinge duels» | Alex Valderrama 2' Nolberto Molina 60' (pen.) |       | 78' José Milton Melgar 80' Silvio Rojas | Estadio El Campín, Bogota Toeschouwers: 45.000 Scheidsrechter: José Vergara (VEN) |

|                                                   |                                      |       |                  |                                                                                   |
| 4 september Copa América № 153 «onderlinge duels» | Peru                                 | 2 – 1 | Bolivia          | Estadio Nacional, Lima Toeschouwers: 50.000 Scheidsrechter: Guillermo Budge (CHI) |
| 4 september Copa América № 153 «onderlinge duels» | Franco Navarro 6' Franco Navarro 21' |       | 47' Ovidio Mezza | Estadio Nacional, Lima Toeschouwers: 50.000 Scheidsrechter: Guillermo Budge (CHI) |

### 1984
- Geen officiële interlands gespeeld

### 1985
|                                                       |                                        |       |                                |                                                                                |
| 3 februari Vriendschappelijk № 155 «onderlinge duels» | Bolivia                                | 2 – 1 | Duitse Democratische Republiek | Estadio Hernando Siles, La Paz Toeschouwers: onbekend Scheidsrechter: onbekend |
| 3 februari Vriendschappelijk № 155 «onderlinge duels» | Víctor Hugo Antelo 7' Erwin Romero 32' |       | 89' Rainer Ernst               | Estadio Hernando Siles, La Paz Toeschouwers: onbekend Scheidsrechter: onbekend |

|                                                       |         |                   |         |                                                                              |
| 6 februari Vriendschappelijk № 155 «onderlinge duels» | Bolivia | 0 – 1             | Uruguay | Estadio Hernando Siles, La Paz Toeschouwers: 20.000 Scheidsrechter: onbekend |
| 6 februari Vriendschappelijk № 155 «onderlinge duels» |         | 90' Dario Pereira |         | Estadio Hernando Siles, La Paz Toeschouwers: 20.000 Scheidsrechter: onbekend |

|                                                        |                                                          |       |         |                                                                                |
| 17 februari Vriendschappelijk № 156 «onderlinge duels» | Peru                                                     | 3 – 0 | Bolivia | Estadio Nacional, Lima Toeschouwers: 21.000 Scheidsrechter: Enrique Labó (PER) |
| 17 februari Vriendschappelijk № 156 «onderlinge duels» | Franco Navarro 30' Franco Navarro 44' Franco Navarro 70' |       |         | Estadio Nacional, Lima Toeschouwers: 21.000 Scheidsrechter: Enrique Labó (PER) |

|                                                        |                                                            |       |         |                                   |
| 21 februari Vriendschappelijk № 157 «onderlinge duels» | Ecuador                                                    | 3 – 0 | Bolivia | Estadio Olímpico Atahualpa, Quito |
| 21 februari Vriendschappelijk № 157 «onderlinge duels» | Hermen Benítez ??' Hans Maldonado ??' José Villafuerte ??' |       |         | Estadio Olímpico Atahualpa, Quito |

|                                                        |                                                                                           |       |         |                                                                                     |
| 24 februari Vriendschappelijk № 158 «onderlinge duels» | Venezuela                                                                                 | 5 – 0 | Bolivia | Estadio Olímpico, Caracas Toeschouwers: 4.000 Scheidsrechter: Bernardo Corujo (VEN) |
| 24 februari Vriendschappelijk № 158 «onderlinge duels» | Antonio Torres ??' Pedro Febles ??' Pedro Febles ??' Douglas Cedeño ??' Bernardo Añor ??' |       |         | Estadio Olímpico, Caracas Toeschouwers: 4.000 Scheidsrechter: Bernardo Corujo (VEN) |

|                                                     |                                                                                        |       |                   |                                                                                              |
| 21 april Vriendschappelijk № 159 «onderlinge duels» | Bolivia                                                                                | 4 – 1 | Venezuela         | Estadio Ramón Tahuichi, Santa Cruz Toeschouwers: 19.000 Scheidsrechter: Luis Barrancos (BOL) |
| 21 april Vriendschappelijk № 159 «onderlinge duels» | Victor Hugo Antelo 2' Erwin Romero 5' (pen.) Erwin Romero 44' (pen.) Roly Paniagua 50' |       | 56' Bernardo Añor | Estadio Ramón Tahuichi, Santa Cruz Toeschouwers: 19.000 Scheidsrechter: Luis Barrancos (BOL) |

|                                                  |         |       |      |                                                                                               |
| 1 mei Vriendschappelijk № 160 «onderlinge duels» | Bolivia | 0 – 0 | Peru | Estadio Ramón Tahuichi, Santa Cruz Toeschouwers: 20.000 Scheidsrechter: Jorge Antequera (BOL) |
| 1 mei Vriendschappelijk № 160 «onderlinge duels» |         |       |      | Estadio Ramón Tahuichi, Santa Cruz Toeschouwers: 20.000 Scheidsrechter: Jorge Antequera (BOL) |

|                                                 |                 |       |                       |                                                                                            |
| 26 mei WK-kwalificatie № 161 «onderlinge duels» | Bolivia         | 1 – 1 | Paraguay              | Estadio Ramón Tahuichi, Santa Cruz Toeschouwers: 16.753 Scheidsrechter: Elias Jacomé (ECU) |
| 26 mei WK-kwalificatie № 161 «onderlinge duels» | Silvio Rojas 9' |       | 82' Jorge Amado Nunes | Estadio Ramón Tahuichi, Santa Cruz Toeschouwers: 16.753 Scheidsrechter: Elias Jacomé (ECU) |

|                                                 |         |                                                    |          |                                                                                            |
| 2 juni WK-kwalificatie № 162 «onderlinge duels» | Bolivia | 0 – 2                                              | Brazilië | Estadio Ramón Tahuichi, Santa Cruz Toeschouwers: 24.172 Scheidsrechter: Jorge Romero (ARG) |
| 2 juni WK-kwalificatie № 162 «onderlinge duels» |         | 55' Walter Casagrande 59' (e.d.) Miguel Ángel Noro |          | Estadio Ramón Tahuichi, Santa Cruz Toeschouwers: 24.172 Scheidsrechter: Jorge Romero (ARG) |

|                                                 |                                                              |       |         | |
| 9 juni WK-kwalificatie № 163 «onderlinge duels» | Paraguay                                                     | 3 – 0 | Bolivia | Estadio Defensores del Chaco, Asunción Toeschouwers: 25.547 Scheidsrechter: Gilberto Aristizábal (COL) |
| 9 juni WK-kwalificatie № 163 «onderlinge duels» | Alfredo Mendoza 18' Justo Jacquet 35' Julio César Romero 48' |       |         | Estadio Defensores del Chaco, Asunción Toeschouwers: 25.547 Scheidsrechter: Gilberto Aristizábal (COL) |

|                                                  |            |       |                         |                                                                                       |
| 30 juni WK-kwalificatie № 164 «onderlinge duels» | Brazilië   | 1 – 1 | Bolivia                 | Estádio do Morumbi, São Paulo Toeschouwers: 90.709 Scheidsrechter: Enrique Labó (PER) |
| 30 juni WK-kwalificatie № 164 «onderlinge duels» | Careca 19' |       | 75' Juan Carlos Sánchez | Estádio do Morumbi, São Paulo Toeschouwers: 90.709 Scheidsrechter: Enrique Labó (PER) |

### 1986
- Geen officiële interlands gespeeld

### 1987
|                                                    |         |                                      |          |                                                                                  |
| 14 juni Vriendschappelijk № 165 «onderlinge duels» | Bolivia | 0 – 2                                | Paraguay | Estadio Ramón Tahuichi, Santa Cruz Toeschouwers: 22.000 Scheidsrechter: onbekend |
| 14 juni Vriendschappelijk № 165 «onderlinge duels» |         | 38' Ramón Palacios 88' Justo Jacquet |          | Estadio Ramón Tahuichi, Santa Cruz Toeschouwers: 22.000 Scheidsrechter: onbekend |

|                                                    |                                           |       |                  |                                                                                            |
| 23 juni Vriendschappelijk № 166 «onderlinge duels» | Uruguay                                   | 2 – 1 | Bolivia          | Estadio Centenario, Montevideo Toeschouwers: onbekend Scheidsrechter: Roberto Otello (URU) |
| 23 juni Vriendschappelijk № 166 «onderlinge duels» | Gustavo Matosas 41' Antonio Alzamendi 51' |       | 22' Carlos Borja | Estadio Centenario, Montevideo Toeschouwers: onbekend Scheidsrechter: Roberto Otello (URU) |

| Copa América 1987 |
| ----------------- |

|                                                       |         |       |          |                                                                                             |
| 28 juni Copa América Groep C № 167 «onderlinge duels» | Bolivia | 0 – 0 | Paraguay | Estadio Gigante de Arroyito, Rosario Toeschouwers: 5.000 Scheidsrechter: Enrique Labo (PER) |
| 28 juni Copa América Groep C № 167 «onderlinge duels» |         |       |          | Estadio Gigante de Arroyito, Rosario Toeschouwers: 5.000 Scheidsrechter: Enrique Labo (PER) |

|                                                      |         |                                           |          |                                                                                              |
| 1 juli Copa América Groep C № 168 «onderlinge duels» | Bolivia | 0 – 2                                     | Colombia | Estadio Gigante de Arroyito, Rosario Toeschouwers: 5.000 Scheidsrechter: Gaston Castro (CHI) |
| 1 juli Copa América Groep C № 168 «onderlinge duels» |         | 34' Carlos Valderrama 89' Arnoldo Iguarán |          | Estadio Gigante de Arroyito, Rosario Toeschouwers: 5.000 Scheidsrechter: Gaston Castro (CHI) |

### 1988
- Geen officiële interlands gespeeld

### 1989
|                                                   |                                                     |       |                                            |                                                                                            |
| 25 mei Vriendschappelijk № 169 «onderlinge duels» | Bolivia                                             | 3 – 2 | Paraguay                                   | Estadio Félix Capriles, Cochabamba Toeschouwers: 30.000 Scheidsrechter: Óscar Ortubé (BOL) |
| 25 mei Vriendschappelijk № 169 «onderlinge duels» | Álvaro Peña 19' Arturo García 38' Arturo García 50' |       | 58' Aristides Rojas 87' Julio César Franco | Estadio Félix Capriles, Cochabamba Toeschouwers: 30.000 Scheidsrechter: Óscar Ortubé (BOL) |

|                                                   |                                                     |       |         | |
| 1 juni Vriendschappelijk № 170 «onderlinge duels» | Paraguay                                            | 2 – 0 | Bolivia | Estadio Defensores del Chaco, Asunción Toeschouwers: 23.000 Scheidsrechter: Gabriel González (PAR) |
| 1 juni Vriendschappelijk № 170 «onderlinge duels» | Buenaventura Ferreira 14' Buenaventura Ferreira 25' |       |         | Estadio Defensores del Chaco, Asunción Toeschouwers: 23.000 Scheidsrechter: Gabriel González (PAR) |

|                                                   |         |       |         |                                                                                                   |
| 8 juni Vriendschappelijk № 171 «onderlinge duels» | Bolivia | 0 – 0 | Uruguay | Estadio Ramón Tahuichi Aguilera, Santa Cruz Toeschouwers: 20.000 Scheidsrechter: Pablo Peña (BOL) |
| 8 juni Vriendschappelijk № 171 «onderlinge duels» |         |       |         | Estadio Ramón Tahuichi Aguilera, Santa Cruz Toeschouwers: 20.000 Scheidsrechter: Pablo Peña (BOL) |

|                                                    |                            |       |         |                                                                                          |
| 14 juni Vriendschappelijk № 172 «onderlinge duels» | Uruguay                    | 1 – 0 | Bolivia | Estadio Centenario, Montevideo Toeschouwers: 20.000 Scheidsrechter: Roberto Otello (URU) |
| 14 juni Vriendschappelijk № 172 «onderlinge duels» | Carlos Aguilera 18' (pen.) |       |         | Estadio Centenario, Montevideo Toeschouwers: 20.000 Scheidsrechter: Roberto Otello (URU) |

|                                                    |         |                      |       | |
| 22 juni Vriendschappelijk № 173 «onderlinge duels» | Bolivia | 0 – 1                | Chili | Estadio Ramón Tahuichi Aguilera, Santa Cruz Toeschouwers: 20.252 Scheidsrechter: Humberto Aliaga (BOL) |
| 22 juni Vriendschappelijk № 173 «onderlinge duels» |         | 17' Juan Covarrubias |       | Estadio Ramón Tahuichi Aguilera, Santa Cruz Toeschouwers: 20.252 Scheidsrechter: Humberto Aliaga (BOL) |

|                                                    |                                              |       |                   |                                                                                           |
| 27 juni Vriendschappelijk № 174 «onderlinge duels» | Chili                                        | 2 – 1 | Bolivia           | Estadio Nacional, Santiago Toeschouwers: 16.092 Scheidsrechter: Salvador Imperatore (CHI) |
| 27 juni Vriendschappelijk № 174 «onderlinge duels» | Juan Covarrubias 1' Jaime Pizarro 40' (pen.) |       | 90' Arturo García | Estadio Nacional, Santiago Toeschouwers: 16.092 Scheidsrechter: Salvador Imperatore (CHI) |

| Copa América |
| ------------ |

|                                                      |                                                            |       |         |                                                                                         |
| 4 juli Copa América Groep B № 175 «onderlinge duels» | Uruguay                                                    | 3 – 0 | Bolivia | Estádio Serra Dourada, Goiânia Toeschouwers: 8.000 Scheidsrechter: Arnaldo Coelho (BRA) |
| 4 juli Copa América Groep B № 175 «onderlinge duels» | Santiago Ostolaza 30' Rubén Sosa 33' Santiago Ostolaza 60' |       |         | Estádio Serra Dourada, Goiânia Toeschouwers: 8.000 Scheidsrechter: Arnaldo Coelho (BRA) |

|                                                      |         |       |         |                                                                                     |
| 6 juli Copa América Groep B № 176 «onderlinge duels» | Ecuador | 0 – 0 | Bolivia | Estádio Serra Dourada, Goiânia Toeschouwers: 3.000 Scheidsrechter: Jesús Díaz (COL) |
| 6 juli Copa América Groep B № 176 «onderlinge duels» |         |       |         | Estádio Serra Dourada, Goiânia Toeschouwers: 3.000 Scheidsrechter: Jesús Díaz (COL) |

|                                                      |                                                                                              |       |         |                                                                                           |
| 8 juli Copa América Groep B № 177 «onderlinge duels» | Chili                                                                                        | 5 – 0 | Bolivia | Estádio Serra Dourada, Goiânia Toeschouwers: 3.000 Scheidsrechter: Nelson Rodríguez (VEN) |
| 8 juli Copa América Groep B № 177 «onderlinge duels» | Juvenal Olmos 9' Jaime Ramírez 10' Fernando Astengo 55' Jaime Pizarro 68' Patricio Reyes 85' |       |         | Estádio Serra Dourada, Goiânia Toeschouwers: 3.000 Scheidsrechter: Nelson Rodríguez (VEN) |

|                                                       |            |       |         |                                                                                           |
| 10 juli Copa América Groep B № 178 «onderlinge duels» | Argentinië | 0 – 0 | Bolivia | Estádio Serra Dourada, Goiânia Toeschouwers: 5.000 Scheidsrechter: Nelson Rodríguez (VEN) |
| 10 juli Copa América Groep B № 178 «onderlinge duels» |            |       |         | Estádio Serra Dourada, Goiânia Toeschouwers: 5.000 Scheidsrechter: Nelson Rodríguez (VEN) |

|  |  |  |  |  |  |  |  |  |

|                                                      |                                                |       |                    |                                                                                               |
| 20 augustus WK-kwalificatie № 179 «onderlinge duels» | Bolivia                                        | 2 – 1 | Peru               | Estadio Hernando Siles, La Paz Toeschouwers: 48.000 Scheidsrechter: Armando Pérez Hoyos (COL) |
| 20 augustus WK-kwalificatie № 179 «onderlinge duels» | José Milton Melgar 44' (pen.) Luis Ramallo 53' |       | 43' José del Solar | Estadio Hernando Siles, La Paz Toeschouwers: 48.000 Scheidsrechter: Armando Pérez Hoyos (COL) |

|                                                      |                                              |       |                |                                                                                        |
| 3 september WK-kwalificatie № 180 «onderlinge duels» | Bolivia                                      | 2 – 1 | Uruguay        | Estadio Hernando Siles, La Paz Toeschouwers: 52.000 Scheidsrechter: José Vergara (VEN) |
| 3 september WK-kwalificatie № 180 «onderlinge duels» | Alfonso Domínguez 38' (e.d.) Álvaro Peña 47' |       | 49' Rubén Sosa | Estadio Hernando Siles, La Paz Toeschouwers: 52.000 Scheidsrechter: José Vergara (VEN) |

|                                                       |                     |       |                                    |                                                                                 |
| 10 september WK-kwalificatie № 181 «onderlinge duels» | Peru                | 1 – 2 | Bolivia                            | Estadio Nacional, Lima Toeschouwers: 10.871 Scheidsrechter: Carlos Maciel (PAR) |
| 10 september WK-kwalificatie № 181 «onderlinge duels» | Andrés González 54' |       | 44' Luis Ramallo 77' Erwin Sánchez | Estadio Nacional, Lima Toeschouwers: 10.871 Scheidsrechter: Carlos Maciel (PAR) |

|                                                       |                                     |       |         |                                                                                         |
| 17 september WK-kwalificatie № 182 «onderlinge duels» | Uruguay                             | 2 – 0 | Bolivia | Estadio Centenario, Montevideo Toeschouwers: 70.000 Scheidsrechter: Gaston Castro (CHI) |
| 17 september WK-kwalificatie № 182 «onderlinge duels» | Rubén Sosa 31' Enzo Francescoli 39' |       |         | Estadio Centenario, Montevideo Toeschouwers: 70.000 Scheidsrechter: Gaston Castro (CHI) |

FBF · A-internationals · Selecties · Bondscoaches · Statistieken · Boliviaans vrouwenelftal · Olympisch elftal · Bolivia U21 · Bolivia U20 · Bolivia U19 · Bolivia U18 · Bolivia U17
1926–1949 · 
1950–1959 · 
1960–1969 · 
1970–1979 · 
1980–1989 · 
1990–1999 · 
2000–2009 · 
2010–2019 ·
2020−2029
CC 1999
WK 1930 · 
WK 1950 · 
WK 1994
1926 · 
1927 · 
1927 · 1928 · 1929 · 
1930 · 
1931 · 1932 · 1933 · 1934 · 1935 · 1936 · 1937 · 
1938 · 
1939 · 1940 · 1941 · 1942 · 1943 · 1944 · 
1945 · 
1946 · 
1947 · 
1948 · 
1949 · 
1950 · 
1951 · 1952 · 
1953 · 
1954 · 1955 · 1956 · 
1957 · 
1958 · 
1959 · 
1960 · 
1961 · 
1962 · 
1963 · 
1964 · 
1965 · 
1966 · 
1967 · 
1968 · 
1969 · 
1970 · 
1971 · 
1972 · 
1973 · 
1974 · 
1975 · 
1976 · 
1977 · 
1978 · 
1979 · 
1980 · 
1981 · 
1982 · 
1983 · 
1984 · 
1985 · 
1986 · 
1987 · 
1988 · 
1989 · 
1990 · 
1991 · 
1992 · 
1993 · 
1994 · 
1995 · 
1996 · 
1997 · 
1998 · 
1999 · 
2000 · 
2001 · 
2002 · 
2003 · 
2004 · 
2005 · 
2006 · 
2007 · 
2008 · 
2009 · 
2010 ·
2011 · 
2012 · 
2013 · 
2014 · 
2015 · 
2016 ·
2017 ·
2018 ·
2019 ·
2020 ·
2021 ·
2022 ·
2023 ·
2024
Algerije ·
Andorra ·
Argentinië ·
Brazilië ·
Bulgarije · 
Chili ·
Colombia ·
Costa Rica ·
Cuba ·
Curaçao ·
DDR ·
Duitsland ·
Ecuador ·
Egypte ·
El Salvador ·
Finland ·
Frankrijk ·
Griekenland ·
Guatemala ·
Guyana ·
Haïti ·
Honduras ·
Hongarije ·
Ierland ·
IJsland ·
Irak ·
Iran ·
Jamaica ·
Japan ·
Joegoslavië ·
Kameroen ·
Letland ·
Mexico ·
Myanmar ·
Nicaragua ·
Noord-Korea ·
Oezbekistan ·
Panama ·
Paraguay ·
Peru ·
Polen ·
Portugal ·
Roemenië ·
Rusland ·
Saoedi-Arabië ·
Senegal ·
Servië ·
Slowakije ·
Spanje ·
Trinidad en Tobago ·
Tsjecho-Slowakije ·
Uruguay ·
Venezuela ·
Verenigde Arabische Emiraten ·
Verenigde Staten ·
Zuid-Afrika ·
Zuid-Korea ·
Zwitserland
CONMEBOL: Bolivia · Chili  · Colombia · Ecuador · Uruguay

UEFA: Albanië · België · Bulgarije · Cyprus · Denemarken · West-Duitsland · Duitse Democratische Republiek · Engeland · Faeröer · Finland · Frankrijk · Griekenland · Hongarije · IJsland · Ierland · Israël · Italië · Joegoslavië ·  Liechtenstein · Luxemburg · Malta · Nederland · Noord-Ierland · Noorwegen · Oostenrijk · Polen · Portugal · Roemenië · San Marino · Schotland ·  Sovjet-Unie ·  Spanje · Tsjecho-Slowakije · Turkije · Wales ·  Zweden · Zwitserland

CAF: Madagaskar